# Крива Руда (притока Дніпра)
Крива́ Руда́ — річка в України, в межах Кременчуцького району Полтавської області. Ліва притока Дніпра.

## Опис

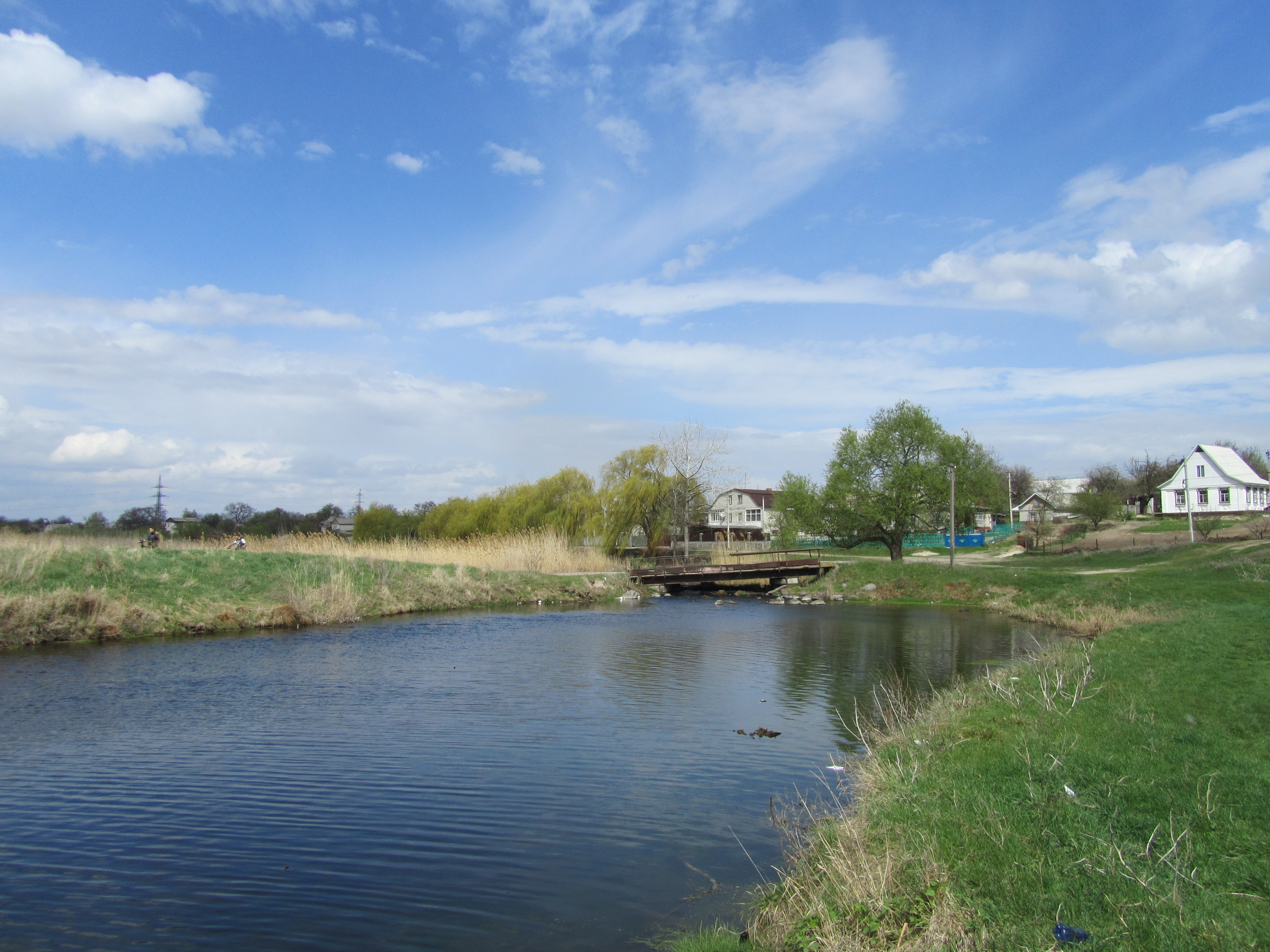
Крива Руда біля Піщаного

Бере початок біля села Максимівки. Поблизу Кременчука зливалася з річкою Сухим Кагамликом. У повоєнні роки Крива Руда і Кагамлик у районі міста частково засипані, частково взяті в труби. Завдяки цьому Крива Руда припинила біг у Кременчуці старим руслом, яким з'єднувалася з Кагамликом. Тепер Крива Руда — ліва притока Дніпра, з яким з'єднана каналом у селі Кривушах та на околиці Кременчука. Перетворилася на систему боліт. Довжина річки 5 км, при чому територією Кременчука — 4,7 км.

## На території Кременчука

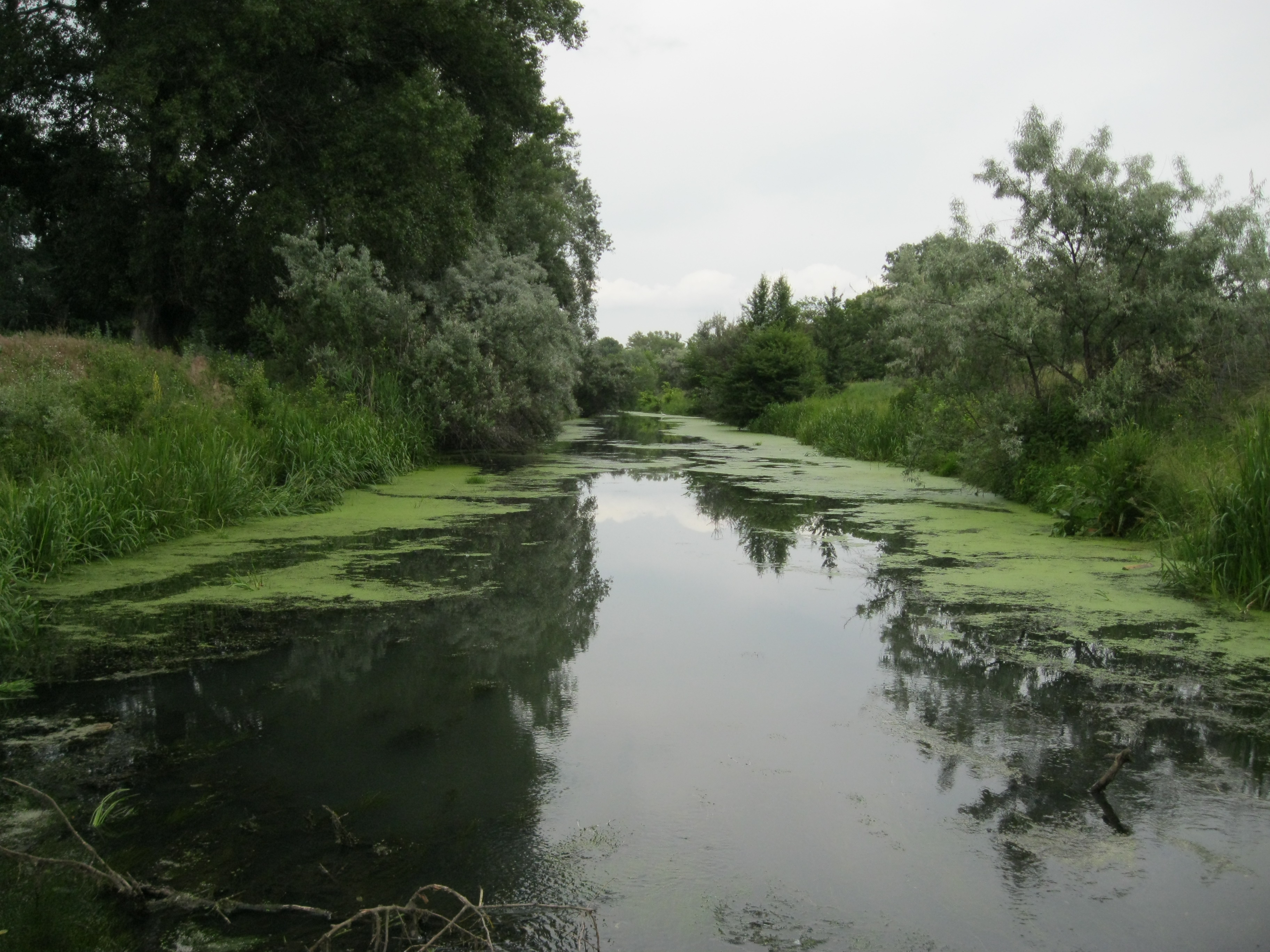
Крива Руда поблизу Малокохнівського гранітного кар'єру

Річка Крива Руда перетинає територію міста Кременчука з північного заходу на південний схід. Біля залізничного шляхопроводу колишнє русло Кривої Руди (а тепер незначне відгалуження від основного русла) приймає ліву притоку — р. Сухий Кагамлик, і впадає в Дніпро на сході міста в районі Першого занасипу. Крива Руда складається з цілої низки розкиданих та розрізнених старорічищ і має виражене русло в межах міста. Русло має кілька рукавів та в сухий період року місцями пересихає і перетворюється в низку видовжених озер та боліт. Місцями річка каналізована або взагалі пропускається через трубу.

## Походження назви
У топоніміста М. Т. Янка є така версія: лексема «крива» вказує на покрученість русла річки, а «руда» — на те, що вона витікає з іржавого болота. О. С. Стрижак пояснює етимологію топонімів і гідронімів із топоосновами «руд» так: вони походять або від слова руда, або пов'язані з виробництвом заліза.